# François Menno Knoote
François Menno Knoote (Den Haag, 15 februari 1879 - aldaar, 23 juni 1947) is een Nederlands voormalig voetballer bij HBS, Victoria en Milan Football & Cricket Club.
Frans Knoote groeide op in een welgesteld gezin in Den Haag. Hij ging daar naar de HBS en behoorde tot de vriendengroep die voetbalclub HBS oprichtte. Knoote speelde mee in de eerste officiële wedstrijd van HBS en werd kampioen van de Haagsche Voetbalbond. Voor zijn studie vertrok hij naar de Rijkstuinbouwschool in Wageningen. Daar voetbalde hij als middenvelder bij Victoria, waarmee hij in 1900, 1901 en 1902 de afdelingstitel in het oostelijke gewest won en in diezelfde jaren meestreed om de landstitel. Knoote bekleedde verschillende bestuursfuncties bij Victoria.  Hij nam in 1900 ook deel aan het Nederlands kampioenschap tennis waarin hij in de eerste ronde verloor. Knoote ging in 1905 naar Milaan waar hij operazangles nam bij Giuseppe Oxilia. Via de broers Peter en Alberto Pirelli kwam hij bij de Milan Football & Cricket Club waarvoor hij in het seizoen 1905/06 twee wedstrijden speelde (waarvan één als doelman) en waarmee hij kampioen werd. Hetzelfde seizoen werd hij op het tweede niveau ook kampioen met het tweede elftal van Milan. In dat elftal was hij een vaste waarde op het middenveld. Knoote was het ultieme voorbeeld van een mooi weer voetballer. Omdat zijn stem zeer belangrijk voor hem was, keek hij voor elke wedstrijd of training altijd eerst op een barometer of hij wel mee zou doen. Bij regen verliet hij direct het veld. In maart 1908 was hij betrokken bij de groep die Internazionale oprichtte uit onvrede met het beleid bij Milan waar onder andere geen buitenlanders meer mochten spelen. In 1909 was hij nog in Italië waar hij Éva Gauthier, nicht van voormalig Canadese premier Wilfrid Laurier en later een bekend operazangeres, ontmoette.
Knoote ging naar Nederlands-Indië waar hij plantagemanager werd in Semarang op Java. Daar trouwde hij in juni 1911 met Gauthier die, nadat ze  in 1910 op het laatste moment vervangen werd bij een optreden in Covent Garden, Knoote achterna gereisd was. Met pianist Paul Seelig werd Gauthier bedreven in de Javaanse zang waarmee ze later beroemd werd. Op 1 juni 1918 werd het huwelijk officieel ontbonden nadat Gauthier al vanaf 1915 in Noord-Amerika woonde en daar optrad. Knoote was tussen de oprichting in 1914 en april 1918 werkzaam als afdelingschef bij de Nederlandsche Overzee Trust Maatschappij (N.O.T.). Hij hertrouwde op 30 augustus 1922 in Schellerhau (Duitsland) met Alexandrine Luise Kiefer. Op 1 juni 1931 werd in Wassenaar ook dit huwelijk ontbonden. In totaal huwde hij viermaal en was hij driemaal gescheiden.  
In 2022 verscheen een boek over zijn leven: ‘Frans Knoote. Het opmerkelijke leven van de eerste Nederlandse voetballer in Italië.’